# Dirty Projectors (album)
Dirty Projectors je sedmé studiové album americké skupiny Dirty Projectors. Vydala jej společnost Domino Records dne 21. února 2017 a jejím producentem byl vůdce skupiny David Longstreth. První singl z alba „Keep Your Name“ byl představen již v září 2016. Druhý, nazvaný „Little Bubble“, následoval v lednu 2017 a nedlouho poté vyšel třetí „Up in Hudson“. V únoru 2017 byla uvedena píseň „Cool Your Heart“, což je Longstrethův duet se zpěvačkou Dawn Richard.

## Seznam skladeb
| Pořadí | Název                 | Autor                                            | Délka |
| ------ | --------------------- | ------------------------------------------------ | ----- |
| 1.     | Keep Your Name        | David Longstreth, Tyondai Braxton                | 4:30  |
| 2.     | Death Spiral          | Longstreth, Braxton, Bernard Hermann             | 5:08  |
| 3.     | Up in Hudson          | Longstreth, Ewan MacColl, David Ginyard, Braxton | 7:31  |
| 4.     | Work Together         | Longstreth                                       | 5:05  |
| 5.     | Little Bubble         | Longstreth, Teresa Eggers                        | 5:05  |
| 6.     | Winner Take Nothing   | Longstreth                                       | 4:49  |
| 7.     | Ascent Through Clouds | Longstreth, Braxton, Ryan Beppel                 | 6:56  |
| 8.     | Cool Your Heart       | Longstreth, Solange Knowles, Braxton             | 3:49  |
| 9.     | I See You             | Longstreth, Elon Rutberg                         | 6:05  |

## Obsazení
- David Longstreth – zpěv, klavír, elektrické piano, kytara, syntezátory, beaty, varhany, baskytara, aranžmá
- Ryan Beppel – aranžmá
- Tyondai Braxton – syntezátory
- Lamar „Mars“ Edwards – varhany
- David Ginyard – baskytara
- Juliane Gralle – pozoun, baspozoun, tuba
- Clarice Jensen – violoncello
- Michael Johnson – bicí
- Elizabeth Lea – pozoun
- Daniel Luna – guira
- Rob Moose – housle
- Francisco Javier Paredes – bonga
- Mauro Refosco – perkuse, marimba
- Dawn Richard – zpěv
- Ben Russell – housle
- Todd Simon – trubka, eufonium, křídlovka
- Nadia Sirota – viola
- Tracy Wannomae – tenorsaxofon, altsaxpofon, klarinet, basklarinet, flétna, barytonsaxofon